# サーカス天国
『サーカス天国』（When the Circus Came to Town）は、1981年のアメリカ合衆国のドラマテレビ映画。ボリス・セイガル監督、エリザベス・モンゴメリー、クリストファー・プラマー、アイリーン・ブレナン出演。1981年1月20日にCBSの「Movie of the Week」枠で放送された。
日本では1988年にTBSで放送された。

## ストーリー
団長のデューク・ロイヤル率いるデューク・ロイヤル国際サーカスがジョージア州サバンナにやって来たとき、メアリー・フリンという中年女性は父親の葬儀に参列していた。彼女は若い時代を両親の介護に費やしたため楽しい思い出がなく、最初に母をそして今回父を亡くしていた。そんなメアリーの境遇を哀れんだおばのヘレンらに心配され、仕事の紹介や一緒に暮らすことなどを提案されるもやんわりと断り、葬儀の日に見かけたサーカスに入団することを急遽決意し家を出る。
サーカスを訪れデュークに会ったメアリーは、身の上話をした上でサーカスで働かせてくれるよう彼に頼み込む。もう若くもない彼女に曲芸ができそうにないと感じたデュークは別の職をあたるよう説得するが、それでも引き下がらないメアリーに折れ、動物の世話係を任せることにする。早くサーカスに馴染めるよう、メアリーは小人のルイ、曲芸師で夫婦のオリヴィアとアンドレらに積極的に話しかけるが無視される。しかし根気強く打ち解けようとする彼女に対して、団員も仲間として認め始める。サーカスに慣れたメアリーはデュークに恋愛感情を抱いていくが、それに気づいた彼の妻のジェシーから釘を刺され、さらに彼女の幸せを考えたデュークから恋人の関係は続けられないと言われる。

## キャスト
※括弧内はTBS版日本語吹替（初回放送1988年7月15日 『金曜ロードショー』）
- メアリー・フリン - エリザベス・モンゴメリー（沢田敏子）
- デューク・ロイヤル - クリストファー・プラマー（玄田哲章）
- ジェシー - アイリーン・ブレナン（弥永和子）
- オリヴィア・プロバシュカ - グレッチェン・ワイラー（英語版）（泉晶子）
- ヘレンおばさん - アン・シュロスフィア（久保田民絵）
- ルイ - トミー・マッデン（千田光男）
- シュラー - ティモシー・ヒル
- イワン・プロバシュカ - ラッセル・サンダース（宮沢元）
- セルゲイ・プロバシュカ - マーク・ヤーキーズ（小野健一）
- ゲオルギ・プロバシュカ - ボブ・ヤーキーズ（英語版）（小関一）
- アンドレ・プロバシュカ - J・ドン・ファーガソン（英語版）（江原正士）
- ブロッサム - アン・ヘイニー（鈴木れい子）
- ロドリゲス - ジョージ・エリス（鹿島信哉）

## スタッフ
- 監督 - ボリス・セイガル
- 脚本・原案 - ラリー・グルーシン
- 製作 - ロバート・ハルミ（英語版）
- 製作総指揮 - バリー・クロスト
- 撮影監督 - ミシェル・ユーゴ（英語版）
- プロダクションデザイナー - ロバート・ガンドラック
- 編集 - マーレイ・ソロモン
- 音楽 - チャールズ・グロス

日本語版スタッフ
- 吹替翻訳 - 磯村愛子
- 吹替演出 - 松川陸
- 吹替効果 - PAG
- 吹替調整 - 近藤勝之
- 吹替スタジオ - コスモスタジオ
- 吹替担当 - 小嶋尚志
- 吹替製作 - 東京放送、コスモプロモーション